# مک‌کی سالیوان
مک‌کی سالیوان (انگلیسی: McKey Sullivan؛ زادهٔ ۹ سپتامبر ۱۹۸۸) یک مانکن (فرد) اهل ایالات متحده آمریکا است.